# Čečovice

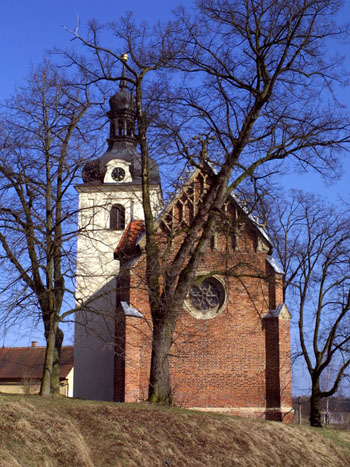
Kirche des hl. Nikolaus

Čečovice (deutsch Zetschowitz) ist eine Gemeinde in Tschechien. Sie liegt neun Kilometer nordöstlich von Horšovský Týn und gehört zum Okres Plzeň-jih.

## Geographie
Čečovice befindet sich im Tal des Baches Chuchla in der Chodská pahorkatina.

## Geschichte
Die erste urkundliche Erwähnung des Ortes erfolgte im Jahre 1355.
Nach der Aufhebung der Patrimonialherrschaften bildete Zetschowitz ab 1850 eine Gemeinde im Pilsner Kreis und Gerichtsbezirk Bischofteinitz. Ab 1868 gehörte die Gemeinde zum Bezirk Bischofteinitz.
Nach dem Münchner Abkommen wurde Zetschowitz dem Deutschen Reich zugeschlagen und gehörte bis 1945 zum Landkreis Bischofteinitz.
1961 wurde Čečovice nach Bukovec eingemeindet, zwischen 1984 und 1990 war das Dorf ein Ortsteil von Holýšov. Zum 1. Januar 2021 wechselte die Gemeinde vom Okres Domažlice in den Okres Plzeň-jih.

## Sehenswürdigkeiten
- Kirche des hl. Nikolaus
- Schloss Čečovice